# Жислен Доманже
Жислèн Марѝ Франсоàз Доманжè (на френски: Ghislaine Marie Françoise Dommanget; * 13 октомври 1900, Реймс, Франция; † 30 април 1991, Ньой сюр Сен, Франция) е френска актриса. Чрез брака си с Луи II тя е принцеса на Монако от 1946 до 1949 г.

## Произход
Дъщеря е на Робер-Жозеф Доманже (* 1867 † 1957), кавалерийски полковник, и на съпругата му Мари-Луиз Моние (* 1874 † 1960), родом от Седан.

## Биография

### Брак с Пол Дий (1923 – 1925)
Омъжва се на 7 юли 1923 г в Париж за Пол Дий (1863 – 1931), скулптор, художник и учител по пеене, от когото се развежда през 1925 г. Бракът е бездетен.

### Актьорска кариера
Жислен учи при Дамите на Успение Богородично. Представя се на Сара Бернар, която я прави дебютантка в театър „Дежазè“ в пиесата Tire au flanc, само с първото ѝ име – Жислен. Тя никога не играе под друго име.
През 1923 г. присъства на погребението на Сара Бернар и хвърля малък златен пръстен в гроба ѝ, заклевайки се да се посвети на комедията.
Жемиè я наема в театър „Одеон“ в Париж. В киното играе по-специално в La 13e enquête de Grey (през 1937 г.) и в 3е dalle (през 1941 г.).

### Среща и брак с Луи II от Монако
Жислен работи в Комеди Франсез до срещата си с принц Луи II от Монако. На 17 януари 1942 г. тя играе в пиесата L'Aiglon на Едмон Ростан по време на турне в Княжество Монако. По време на вечерята, дадена в двореца, е забелязана от принца. Той ѝ пише: „От тази дата знаех, че ще бъдеш моя съпруга“. 46-годишната Жислен сключва брак със 76-годишния принц на 23 юли 1946 г. В Монако това предизвика голям скандал, тъй като булката не принадлежи към аристокрацията и между младоженците има голяма възрастова разлика. Внучката на принц Луи, принцеса Антоанета, отказва да присъства на сватбата на дядо си. До 1946 г. принц Луи е ефективно отстранен от управлението на княжеството.
Жислен и съпругът ѝ прекарват по-голямата част от времето си в Париж. На 9 май 1949 г., едва три години след брака, Луи II умира. Бракът е бездетен.

### Вдовстваща принцеса на Монако
След смъртта на съпруга си през 1949 г. Жислен запазва ранга си (тя получава титлата „Вдовстваща принцеса на Монако“) и основава службата L'Obole de la princesse, черпейки от нейната цивилна листа. Съпругът ѝ оставя половината от състоянието си, което предизвика голямо недоволство у дъщеря му принцеса Шарлот, и внуците му. След възкачването на трона на принц Рение III решението на дядо му е отменено. Той и сестра му принцеса Антоанета съдят Жислен и печелят делото, за да възстановят наследството на дядо си, което тя пилее. Принцесата запазва само бижутата и подаръците от съпруга си. Освен това ѝ се плаща малка пенсия и ѝ е дадена зала в двореца в Монако, която тя отказва и продължава да живее в Париж.
Като вдовица има връзка с Андре Брюлè (* 1879 † 1953), актьор, театрален режисьор, от когото има син Жан-Габриел, роден през 1934 г. в Ница.
В края на 50-те години тя се завръща на сцената, където Княжеството я упълномощава да играе без името на Монако: играе в пиесите Madame Avril (1958), L'Aiglon (1959) и Fleur de petit pois (1960). След това се оттегля в Париж, където написва мемоарите си Sois princesse… dit-il (посветени на принцеса Грейс) през 1960 г.
Умира на 90-годишна възраст през 1991 г. Погребана е в парижкото гробище Паси в булчинската си рокля.

## Титли и отличия
Титли:
- 13 октомври1900 -17 юли 1923 г.: г-ца Жислен Домангже
- 17 юли 1923 -24 юли 194 г.: г-жа Жислен Дий
- 24 юли 1946 - 9 май 1949 г.: Нейно светейшо височество принцесата на Монако
- 9 май 1949 - 30 април 1991 г.: Нейно светейше височество Вдовстващата принцеса на Монако.

Отличия:
- Голям кръст на Ордена на Свети Шарл (24 октомври 1946)[3][4], Монако
- Рицар на Почетния легион (25 юни 1947)[5], Франция
- Медал Бенемеренти (8 януари 1948)[6], Свети престол
- Командир на Ордена за обществено здраве (14 юли 1948)[7], Франция